# Heerewaarden
Heerewaarden (51° 49′ N, 5° 23′ L) é uma cidade dos Países Baixos, na província de Guéldria. Heerewaarden pertence ao município de Maasdriel, e está situada a 8 km, a sul de Tiel.
Em 2001, a cidade de Heerewaarden tinha 980 habitantes. A área urbana da cidade é de 0.28 km², e tem 417 residências. 
A área de Heerewaarden, que também inclui as partes periféricas da cidade, bem como a zona rural circundante, tem uma população estimada em 1250 habitantes.